# 14708 Славен
14708 Славен (14708 Slaven) — астероїд головного поясу, відкритий 2 лютого 2000 року.
Тіссеранів параметр щодо Юпітера — 3,599.